# Hulan Ergi
Der Stadtbezirk Hulan Ergi (富拉爾基區 / 富拉尔基区,  Fùlā’ěrjī Qū) ist ein Stadtbezirk der bezirksfreien Stadt Qiqihar in der nordchinesischen Provinz Heilongjiang. Er hat eine Fläche von 376,3 km² und zählt 197.424 Einwohner (Stand: Zensus 2020).
Der Name des Stadtbezirks stammt aus der Sprache der Daur und bedeutet „rotes Flussufer“.